# (4863) Yasutani
(4863) Yasutani – planetoida z grupy pasa głównego asteroid okrążająca Słońce w ciągu 4,81 lat w średniej odległości 2,85 j.a. Odkryli ją Seiji Ueda i Hiroshi Kaneda 13 listopada 1987 roku w Kushiro. Keiki Yasutani (ur. 1958) to fotograf obiektów astronomicznych, głównie Księżyca i Marsa, związany z obserwatorium w Sapporo.